# يوم رأس العين
يوم رأس العين من أيام العرب قبل الإسلام، بين بني يربوع من بني تميم وبين بكر بن وائل، وكان النصر فيه لبني يربوع، وقتلوا يومها سيد بكر بن وائل، معاوية بن فراس الشيباني البكري.

## المعركة
أغارت طوائف من بني يربوع بن حنظلة بن مالك بن زيد مناة من بني تميم على بكر بن وائل في ديارهم برأس العين، فأخذوا لهم إبلاً كثيرة، فلحق بهم طلب بكر بن وائل بقيادة معاوية بن فراس الشيباني البكري، وأقتتلوا قتالاَ شديداً، حمل فيه سحيم بن وثيل التميمي على معاوية بن فراس وقتله،وهزمت بكر يومها، ومضى اليربوعيين بما أخذوه إلى بلادهم.